# Arsène-Marie Le Feuvre
Pour les articles homonymes, voir Lefeuvre.
Arsène Le Feuvre (à l'état-civil Marie Arsène Le Feuvre) dit aussi Arsène Marie Le Feuvre, né le 6 mai 1863 à Sillé-le-Guillaume au lieu-dit  « Haut-éclair », mort au Mans le 12 décembre 1936, est un peintre et homme politique français.
Il est notamment l'auteur de l'affiche du Bébé Cadum.

## Biographie

### Origines et jeunesse
Au milieu du Second Empire, le père d'Arsène Le Feuvre, Pierre Clovis Gervais Le Feuvre est tailleur de pierre. Fils de journalier, il a épousé en 1858 au Grez, Joséphine Chanteau dont le père, le frère et l'un des oncles sont eux aussi tailleurs de pierre. Après un déménagement au Mans à une date inconnue, Pierre Le Feuvre devient sculpteur. Ces deux fils aînés Pierre et Alphonse suivront sa voie.
Arsène Le Feuvre est le troisième fils de Pierre Le Feuvre et Joséphine Chanteau. Pendant quatre ans, du 15 août 1877 jusqu'au 15 septembre 1881, il apprend la peinture décorative chez Charles Jaffard  qui anime au Mans une petite entreprise de décoration et exécute deux fresques dans l'église Notre-Dame-du-Pré au Mans (L'Annonciation et Le Couronnement de Marie). En 1880, il figure à l'exposition des Beaux-arts où il présente deux toiles : une nature morte, Oiseau Mort et une scène de genre, Un modeste déjeuner.
À la fin de son apprentissage il est admis dans les ateliers Auguste Rubé et ses collaborateurs Philippe Chaperon, Marcel Jambon, de Galland et de Scherrer à Paris, peintres de l'Opéra de Paris , tout en suivant des cours à l’École des arts décoratifs de Paris.
Le 10 mars 1885, il se marie à la mairie du 14e arrondissement de Paris avec Marie Renée Le Corre. Ils ont un fils, Arsène né le 26 novembre 1883 à Paris et le 24 septembre 1888 au Mans une petite fille, Marthe, qui meurt d'une maladie foudroyante en 1899. 

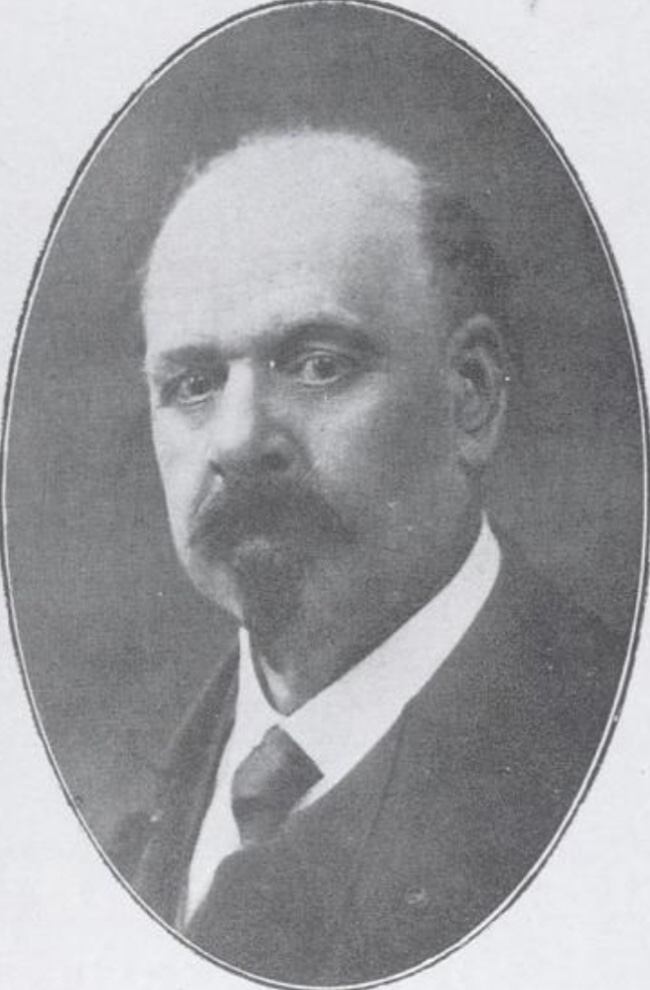
Photo Chevalière de M. Arsène LE FEUVRE Maire du Mans.

### Un artiste reconnu

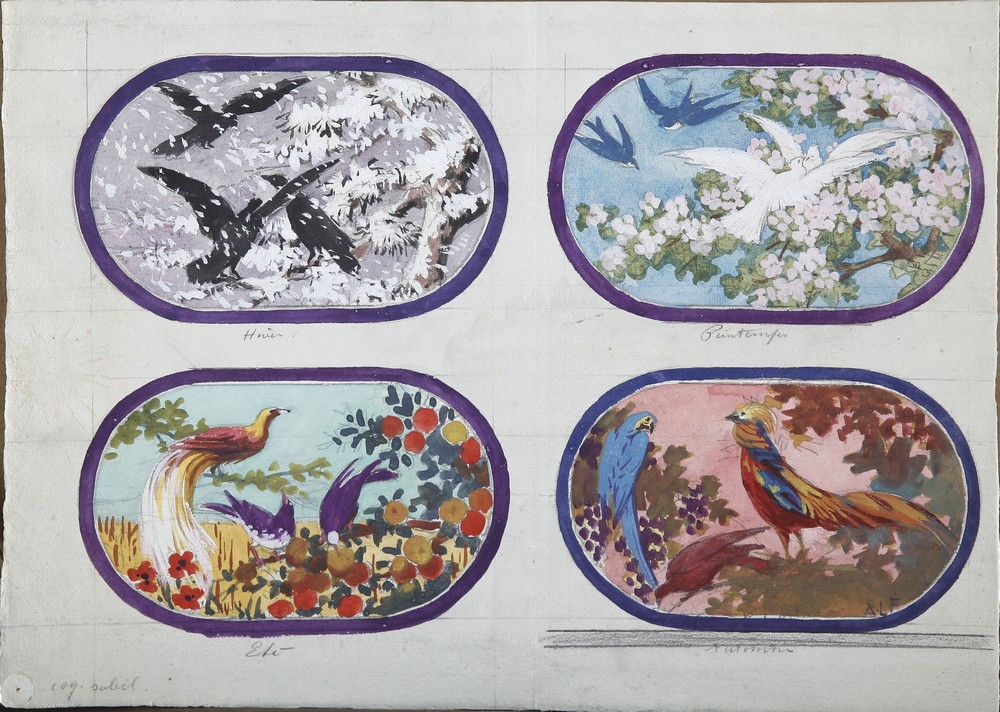
Les 4 saisons, vers 1925 - Collection Arsène Le Feuvre - Mairie de Sillé-le- Guillaume

Il devient vite un peintre réputé, il était appelé Arsène Marie Le Feuvre, coqueluche de la peinture officielle et futur maire du Mans, il était  avec Lionel Royer l’élève de Pierre Andrieu qui lui était élève de Eugène Delacroix . Son style de peinture est personnel. Il mène au Mans une double carrière de peintre décorateur. Il fait aussi un peu d'illustration et de publicité. Il était   une personnalité qui compte dans le milieu artistique français et les commandes affluent     .
Aucun de ces concurrents illustrés ne parviendra cependant à asseoir sa célébrité à l'égal de la création d'Arsène-Marie Le Feuvre 
Sa période Artistique dura 42 ans.
Style Pompiers de Lefeuvre:
Style Lefeuvre:

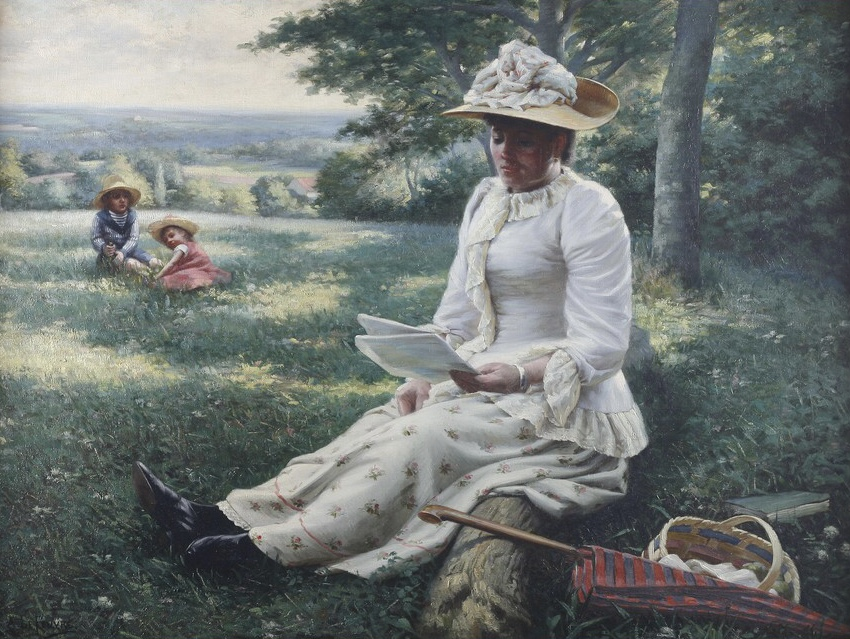
La famille de l'artiste dans la vallée Saint Blaise, 1895 Collection Arsène Le Feuvre Mairie de Sillé-le-Guillaume Ville de Sillé-le-Guillaume, fonds Le Feuvre

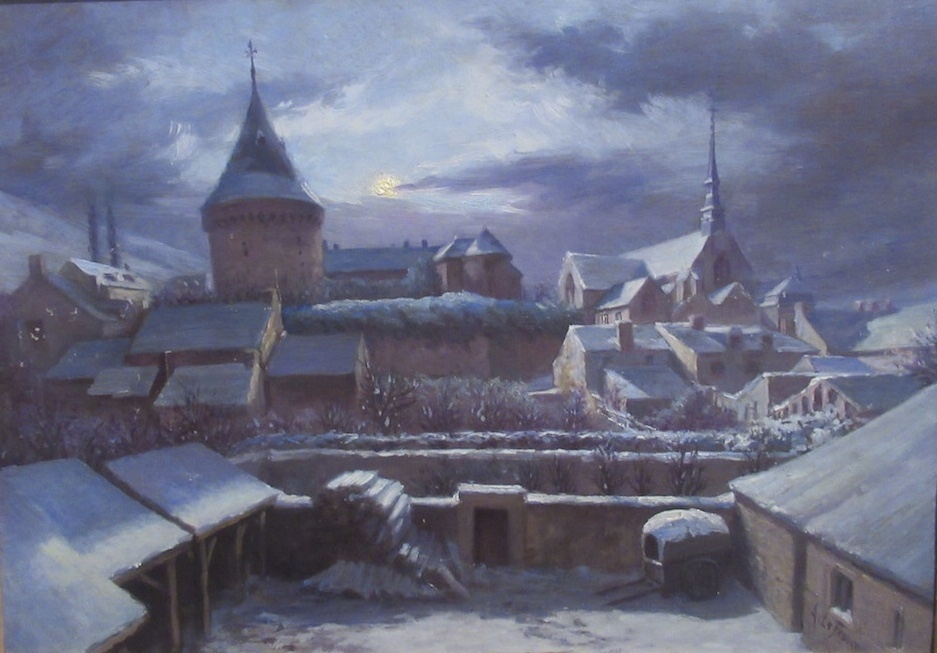
Arsène Lefeuvre (Sille le Guillaume - Château du XVe siècle)Style Lefeuvre-circa 1880

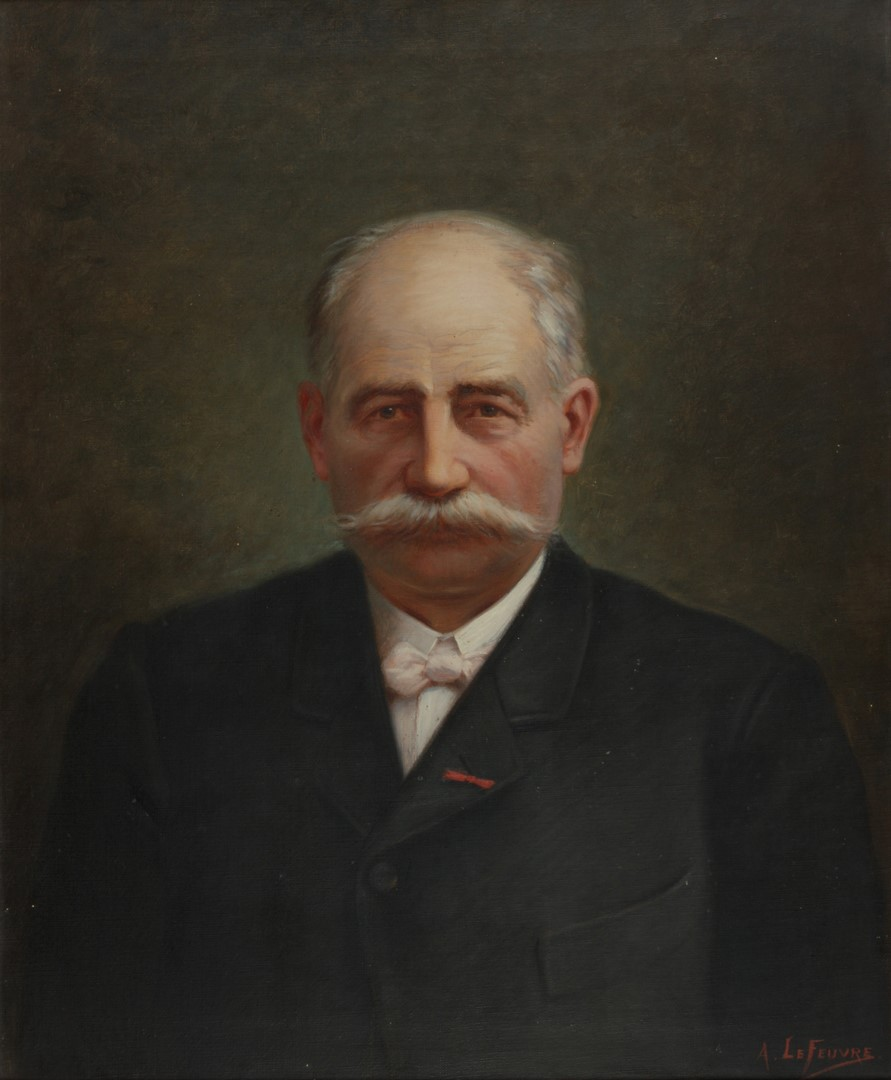
Adrien Tironneau, par Arsène Le Feuvre père (Musées du Mans)1906

En 1885, il fonde au Mans un atelier de décoration (1, rue Jacob). Une succursale à Paris, rue 117 Notre-Dame-des-Champs est créée vers 1910. Il y compose de nombreuses peintures sur tissus des Gobelins, d'importants panneaux décoratifs évoquant des pastorales ou symbolisant une ville, une contrée, un ordre de l'activité humaine.

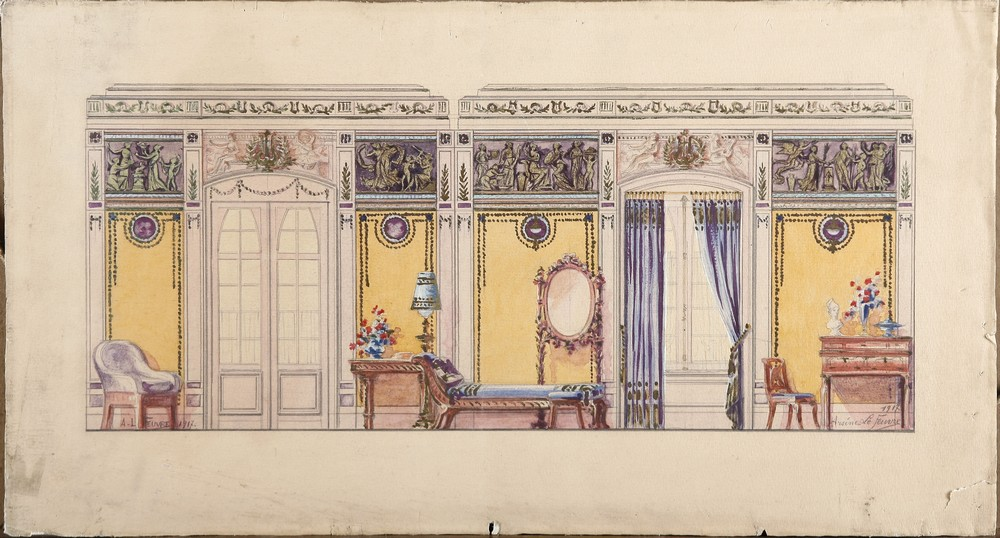
Décor de salon, 1917 - Collection Arsène Le Feuvre - Mairie de Sillé-le-Guillaume

### Le père duBébé Cadum

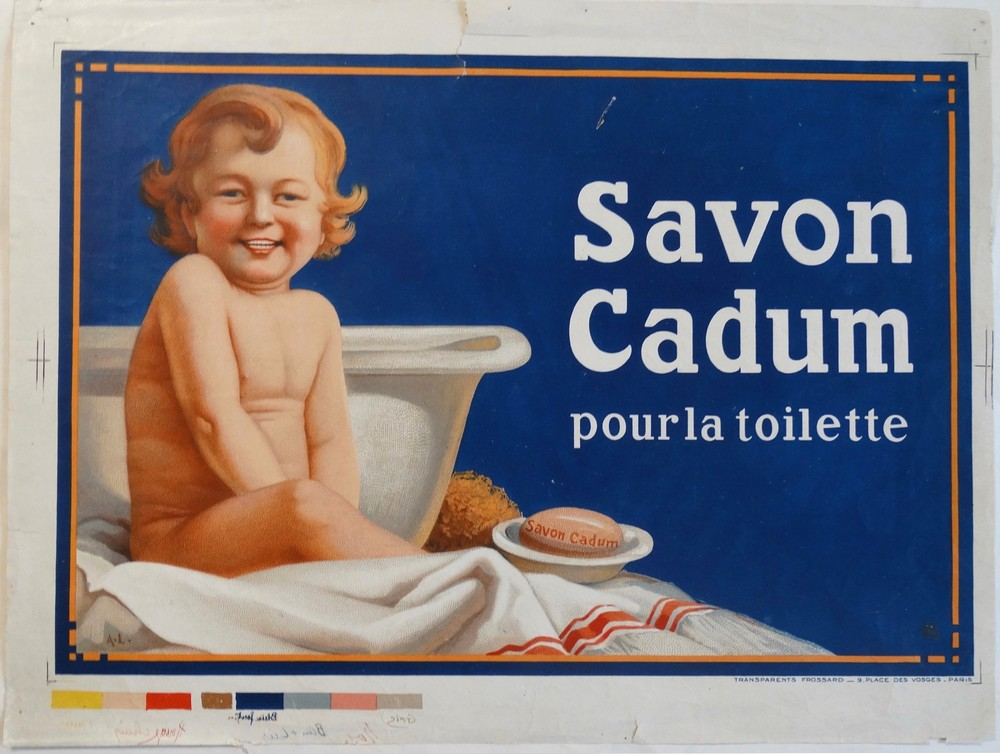
Affiche de Bébé Cadum - vers 1912 - Collection Arsène Le Feuvre - Mairie de Sillé-le-Guillaume

En 1907, Michaël Winburn, homme d'affaires américain à la tête d'une des plus importantes sociétés chimiques des États-Unis (Omega Chemical Company) et magnat du monde de la publicité, est pris d'une crise d’eczéma tenace alors qu'il séjourne à l'hôtel Scribe à Paris. Il décide alors de se rendre chez un apothicaire parisien, Louis Nathan, qui lui confectionne un baume à l'huile de cade. Winburn guéri, les deux hommes s'associent alors pour commercialiser ce produit : ce baume à l'huile de cade prend le nom de « Cadum »,,. En 1909, la marque Cadum apparaît sous forme de différentes pommades qui soulagent ou guérissent les affections de la peau.
Dans le même temps, Winburn découvre le travail artistique d'Arsène-Marie Le Feuvre, chargé de redécorer le grand salon de l'hôtel parisien. Impressionné par cet artiste dont le nom commence à être connu, il lui demande dans un premier temps d'illustrer les publicités pour des dentifrices et des onguents en 1910.
Arsène-Marie Le Feuvre étant un artiste fortuné n'avais pas besoin de la publicité pour vivre mais il accepta l’offres de Michaël Winburn qui avait eu un coup de génie en plaçant Arsène Le Feuvre dans son dispositif

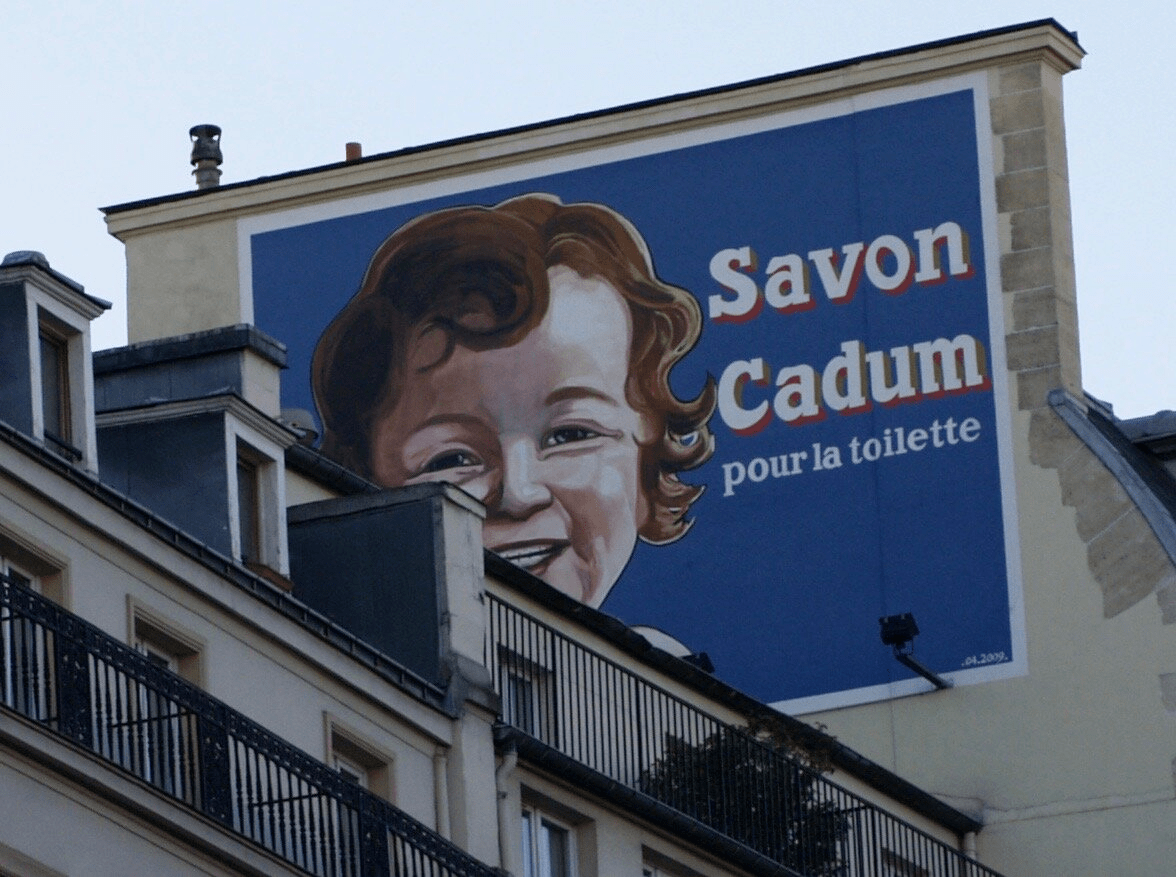
Publicité murale pour le Savon Cadum sur les Grands Boulevards à Paris.

Puis en 1912, il le charge de la campagne promotionnelle du savon Cadum. Winburn lui propose alors un vaste atelier à Courbevoie, au sein de l'entreprise mais Arsène-Marie Le Feuvre préfère travailler dans ses murs au Mans. C'est à partir du buste en terre cuite de son fils, réalisé par son oncle Alphonse, sculpteur. Ce dernier quant à lui s’était inspiré des photos de l'enfant mais aussi du garçon lui-même, alors âgé de 27 ans en 1910), de photographies de l'album de famille et d'une centaine d'esquisses que se fixa l'affiche du Bébé Cadum.
C'est ainsi qu'est né l'image forte et rassurante d'un bébé bien joufflu, en pleine santé et rieur pour symboliser l'extrême douceur du savon. Les dents régulières, le regard grave et chargé de pensées apporte une image troublante au bébé qui interpelle ainsi le consommateur. Rien dans la représentation ne laisse deviner le sexe de l'enfant, ce qui contribue au mystère de cette image qui deviendra vite une icône.
En 1914, c'est la véritable entrée du bébé à la une : la revue L'Illustration publie une pleine page en noir et blanc montrant le bébé. Désormais son image ne quittera plus la presse.
Dès la fin de la Première Guerre mondiale, ce bébé s'affiche partout sur les murs de Paris et sur divers supports : des affiches (en 1925, la plus grande affiche du monde, 17 m de haut pour les trois têtes de bébé et plus de 1 000 m2 de paroi, s'étale sur l'hôtel Scribe pendant six mois consécutif), des panneaux géants peints, des cartons publicitaires, les fresques murales sur les grands boulevards de Paris. Le Bébé Cadum devient ainsi un mythe qui marquera plusieurs générations,.
En 1952, la Société Cadum fusionne avec la Société Palmolive France, filiale de Palmolive USA. La nouvelle entité porte le nom de « Cadum Palmolive ». Puis en 1964, elle prend le nom de « Colgate-Palmolive ».
Cédé par Colgate-Palmolive en 2003, la marque est reprise par le fonds d'investissement CDC Capital Investissement, devenue « Qualium » en 2010.
Le 26 avril 2012, L'Oréal acquiert de la société Cadum.

### Homme politique
Le 6 mai 1900, Le Feuvre est élu conseiller municipal de la ville du Mans. Du 29 mars 1923 au 22 décembre 1925, il est élu adjoint au maire du Mans.
Pendant la Guerre il a collaboré plusieurs œuvre de guerres , Création de l’atelier d’assistance par le travaille pour les veuves de guerre . Comité des réfugiés , etcc…
En 1924, il est nommé premier adjoint au maire du Mans, Olivier Heuzé. Le lundi de Pentecôte 1924, eut lieu, sous la présidence de l'adjoint délégué aux Beaux-Arts (Arsène-Marie Le Feuvre lui-même) l'ouverture du musée de la Reine Bérengère, acheté à M. Singher en 1923 : on pouvait y voir des tapisseries et d'anciennes serrures de la Collection Liger.
Le 23 décembre 1925, il est élu maire du Mans. Alors maire, il s'attacha à l'amélioration des perspectives de la ville du Mans et commença le dégagement de l'enceinte gallo-romaine. Au cours de ses investigations, il découvrit, enfouie sous des maisons vétustes, la grosse tour massive qui sert, aujourd'hui de salle du conseil municipal. Il fit transporter les collections oubliées dans les salles de la préfecture à l'ancien évêché.
Avec l'appui d'un vote du Conseil général, le Conseil municipal de la ville du Mans réalise la réunion de la promenade des Jacobins au parc de Tessé, par la suppression partielle de la rue Robert Garnier, aujourd'hui, allée Bouton : 1re voie piétonnière mancelle. Commencera aussi le dégagement des abords de l'hôtel de ville, autour de l'escalier des Ponts Neufs. L'horloge florale est installée dans le haut du Tunnel.
Le 15 février 1927, il fait visiter à tous les membres de la commission des beaux-arts le futur musée de Tessé et leur expose son projet muséographique. Le rez-de-chaussée sera affecté à la peinture, le premier étage à l'histoire naturelle, le rez-de-jardin côté parc à la sculpture et à la minéralogie, le deuxième étage réservé au siège sociaux des sociétés savantes. Le 14 juillet 1927, a lieu l'inauguration du nouveau musée de la ville du Mans, Tessé.
En 1929, durant son mandat de maire il ouvre les « placements familiaux à la campagne » à l'usage des enfants déficients. Il lance également la Foire des quatre jours du Mans alors située sur les Quinconces des Jacobins.
En 1930, il installe la bibliothèque municipale dans les anciens bureaux de l'usine Chappée, siège désormais des archives de la ville. Il sera aussi l'initiateur de la grande braderie de septembre.
Le 15 décembre 1931, il démissionne de son poste de maire.

### Dernières années
Le 23 janvier 1932, il est nommé conservateur du musée de Tessé.
Le 20 avril 1932, il est nommé conservateur des musées des beaux-arts au Mans. À la même période, il fonde le 1er syndicat ouvrier féminin au Mans et la Chambre des métiers de la Sarthe, rue du 33e mobile. Il en sera président et gardera ce titre jusqu'à sa mort.
Il meurt le 12 décembre 1936 au Mans et est inhumé au cimetière de l'Ouest au Mans.
Une partie des œuvres d’Arsène-Marie Le Feuvre ont été léguées en 2010 à la Commune de Sillé-Le-Guillaume par sa petite fille, Muguette Le Feuvre-Louvrard,, et sont conservées dans les deux salles d’expositions du château de Sillé le Guillaume,,.

## Récompenses
- En 1895, médaille d'honneur de l'académie du Maine.
- En 1896, médaille d'or à l'Exposition nationale et coloniale de Rouen.
- En 1897, il obtient les Palmes académiques lors de l'exposition régionale et coloniale de Rouen et la médaille d’or pour des projets de décoration d'ensemble pour une église. À Paris, lors de l’exposition du travail et des inventions nouvelles, il est médaillé d’or pour les projets d'ensemble de décoration et d'ameublement pour chambre à coucher et salle à manger.
- En 1899, mention  honorable (section architecture) au salon des artistes français pour des aquarelles de l'intérieur de la cathédrale Saint-Julien au Mans.
- En 1900, il est diplômé d'honneur à l'exposition universelle de Paris. À l'exposition universelle, il est médaillé de bronze pour des projets d'ensemble décoratif et de décoration d'ameublement.
- En 1903, il est nommé Officier de l'Instruction publique.
- En 1906, il obtient la médaille et le diplôme d'honneur à l'exposition universelle de Milan, lors de l'exposition internationale pour peinture décorative. Depuis cette année, il expose tous les ans au Salon des artistes français. Il est membre de cette société en tant que peintre et architecte.
- En 1910, il est diplômé d'honneur de l'exposition universelle de Bruxelles pour un panneau décoratif sur toile de Gobelins.
- En 1911, à Turin, à l'Exposition internationale des industries et du travail, il obtient le diplôme d’honneur pour peinture décorative sur toile Gobelins. Il est membre du comité français des expositions à l'étranger.
- En 1912, il est nommé chevalier dans l'Ordre national de la Légion d'honneur, notamment pour sa participation à l'exposition de l’Ouest au Mans, dans la section arts décoratifs, durant laquelle il expose un projet d’ensemble décoratif et d'ameublement pour chambre à coucher (aquarelle), et projet de plafond décoratif pour chambre à coucher.
- En 1913, il obtient le grand prix à l'exposition universelle de Gand, exposition internationale, pour deux panneaux décoratifs.
- En 1915, il obtient le grand prix de l'exposition Franco-Marocaine de Casablanca.
- En 1916, il obtient une médaille spéciale à Paris.
- En 1922, il obtient la médaille spéciale hors concours à l'exposition universelle de Gand, lors de l'exposition internationale d'architecture du bâtiment et des industries, pour deux toiles peintes en imitation Gobelins d’après des tapisseries du Louvre.
- En 1923, il est médaillé d'or à Paris.
- En 1925, il obtient deux médailles d'or à Paris, lors de l'Exposition internationale des arts décoratifs.
- Le 16 mai 1926, il est promu officier de la Légion d'honneur pour les services rendus à l'occasion de l'Exposition internationale des arts décoratifs et industriels modernes.
- En 1931, lors de l'Exposition coloniale internationale, il est membre d'honneur du comité d'admission et d'installation (groupe XII - classe 66), grand prix pour un panneau décoratif peint sur toile Gobelins.

## Filmographie
- Bébé Cadum, film documentaire de Jean-François Comte, Tracol Film pour Planète, 1998.